# Spergularia melanocaulos
Spergularia melanocaulos är en nejlikväxtart som beskrevs av Baltasar Merino. Spergularia melanocaulos ingår i släktet rödnarvar, och familjen nejlikväxter. Inga underarter finns listade i Catalogue of Life.